# Zofia Pelczarska

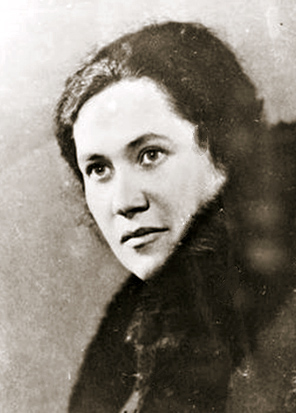
Zofia Pelczarska

Zofia Pelczarska z domu Kos, ps. „Ciotka”, (ur. 16 czerwca 1897 w Dynowie, zm. 18 grudnia 1944 w Lublinie) – nauczycielka i kierowniczka Szkoły Powszechnej nr 12 w Lublinie, referentka Wojskowej Służby Kobiet w Sztabie Inspektoratu Rejonowego AK „Lublin” i obwodu Lublin, harcerka. Pierwsza kobieta-żołnierz w Komendzie Inspektoratu Rejonowego Puławy Armii Krajowej.

## Życiorys
Kształciła się w 5-klasowej szkole ludowej w Brzozowie, w 3-klasowej szkole wydziałowej w Sanoku oraz od 1911 do 1916 w tamtejszym Wyższym Instytucie Naukowo-Wychowawczym w Sanoku.
Po zajęciu Lublina przez Armię Czerwoną i rozpoczęciu funkcjonowania przez władze podporządkowane PKWN nie zaprzestała działalności konspiracyjnej. Zajęła się na organizowaniem pomocy dla żołnierzy Armii Krajowej aresztowanych przez funkcjonariuszy Resortu Bezpieczeństwa Publicznego i sowieckie organy bezpieczeństwa. Przygotowywała paczki dla więźniów, wypłacała zapomogi rodzinom aresztowanych. Aresztowana 6 listopada 1944 w mieszkaniu przy ul. Sierocej w Lublinie przez kontrwywiad Armii Czerwonej "Smiersz", osadzona w areszcie NKWD przy ul Chopina i poddana śledztwu z zastosowaniem tortur. 23 listopada Sowieci przekazali ją Resortowi Bezpieczeństwa Publicznego. Została osadzona w więzieniu na Zamku w Lublinie i poddana kolejnym przesłuchaniom. W protokole z zeznań odnotowano, że "uznaje tylko rząd polski emigracyjny Mikołajczyka, nie uznaje rządu PKWN i dyrektyw jego nie wykonuje". 8 grudnia 1944 po dwugodzinnej rozprawie bez udziału prokuratora i obrońcy, wyrokiem Wojskowego Sądu Garnizonowego w Lublinie pod przewodnictwem ppor. Mariana Bartonia skazana na karę śmierci. Wyrok był ostateczny i nie podlegał apelacji. 17 grudnia 1944 gen. Karol Świerczewski, dowódca 2 Armii lWP zatwierdził wykonanie wyroku. Rozstrzelana 18 grudnia 1944 r. w podziemiach Zamku w Lublinie. Była pierwszą kobietą-żołnierzem AK, rozstrzelaną w Polsce Lubelskiej na mocy wyroku sądowego. 
Jej grób znajduje się na cmentarzu w Lublinie. Jedna z ulic Lublina została nazwana jej imieniem, zaś 15 grudnia 2017 w klasztorze ojców Dominikanów na Starym Mieście w Lublinie odsłonięto tablicę poświęconą jej pamięci.